# František Václav z Clary-Aldringenu
František Václav kníže z Clary-Aldringenu (německy Franz Wenzel Fürst von Clary-Aldringen; 8. března 1706 Teplice – 21. června 1788 Vídeň) byl česko-rakouský šlechtic, politik, dvořan a kulturní mecenáš. Od mládí působil v nižších úřadech ve správě Českého království i u dvora. Nakonec u dvora ve Vídni zastával třicet let funkci nejvyššího lovčího (1758–1788) a v roce 1767 byl povýšen na knížete. Byl majitelem několika panství v severních Čechách, jeho hlavním sídlem byl zámek v Teplicích, vlastnil také paláce v Praze a ve Vídni.

## Životopis

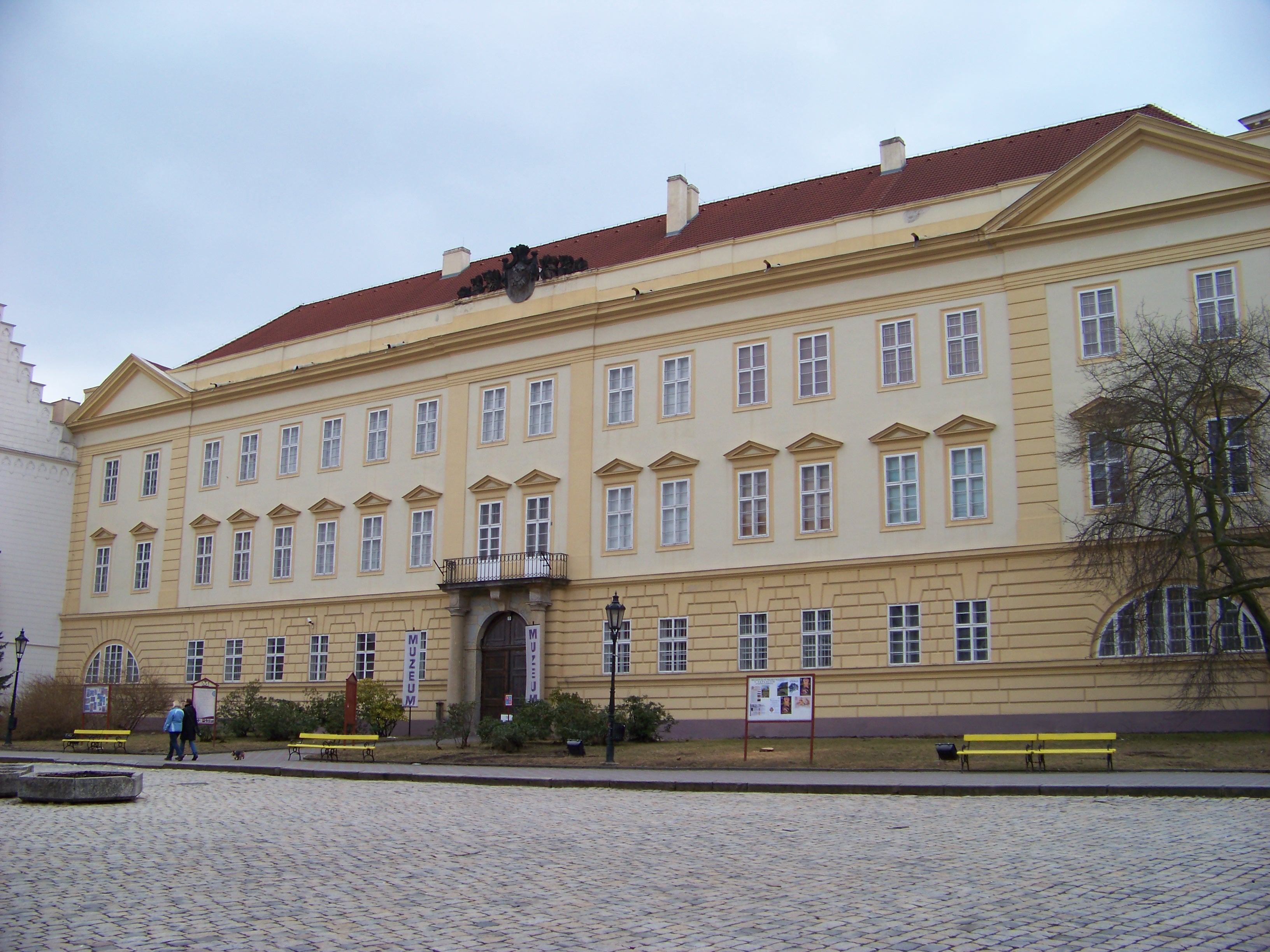
Zámek Teplice, hlavní rodové sídlo a rodiště Františka Václava Clary-Aldringena

Pocházel ze šlechtického rodu Clary-Aldringenů s rozsáhlým majetkem v severních Čechách, narodil se na zámku v Teplicích jako čtvrtý syn nejvyššího lovčího Českého království hraběte Františka Karla z Clary-Aldringenu (1675–1751). Dětství strávil v Teplicích a v Praze, v roce 1723 začal studovat práva na Univerzitě Karlově. V roce 1727 se vydal na kavalírskou cestu spolu se starším bratrem Janem Antonínem (1702–1743). Přes německé země a Rakouské Nizozemí putovali do Leidenu, kde krátce studovali na univerzitě, později je doložený jejich pobyt v Itálii. Po návratu se František Václav stal přísedícím dvorského soudu a v roce 1735 byl jmenován císařským komořím. Později byl vicekancléřem české dvorské kanceláře a v roce 1753 obdržel titul tajného rady, byl také čestným rytířem Maltézského řádu. V letech 1758–1788 byl nejvyšším lovčím císařského dvora a v roce 1767 dosáhl povýšení do knížecího stavu (český knížecí titul 27. ledna 1767, říšský knížecí titul 2. února 1767). Titul knížete platil pouze v primogenituře, ostatní členové rodu zůstávali v hraběcím stavu. Mimo jiné proslul jako mecenáš, financoval církevní stavby, a to i na panstvích, která nebyla v jeho majetku, podporoval také divadlo.

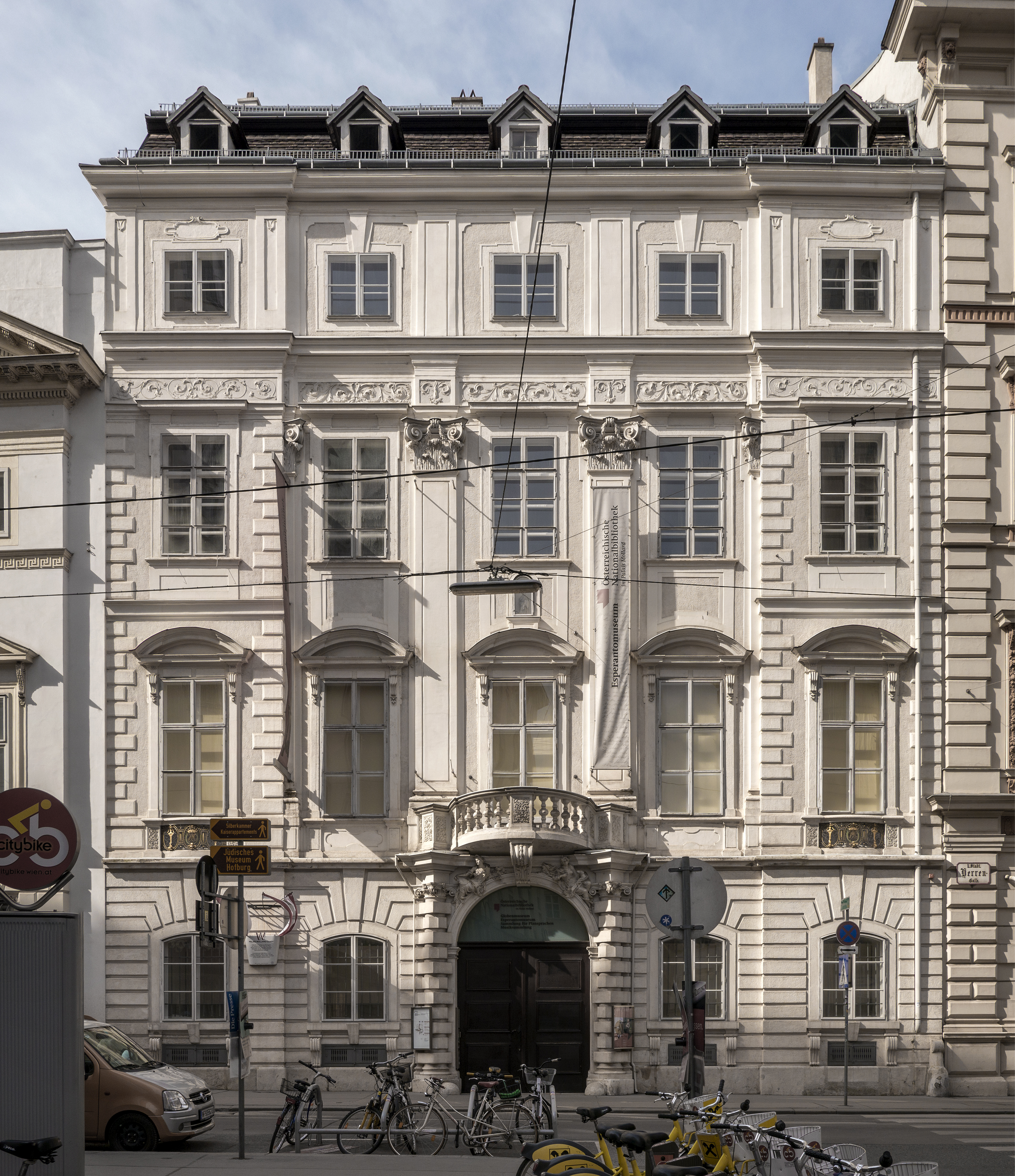
Palác Mollard-Clary (Vídeň), sídlo Františka Václava Clary-Aldringena od roku 1760

Měl tři starší bratry, kteří ale zemřeli předčasně a bez potomstva, od roku 1748 byl tak univerzálním dědicem českých statků. Z tohoto důvodu se také krátce předtím narychlo oženil, i když mu bylo již přes čtyřicet. Jeho manželkou se stala hraběnka Marie Josefa z Hohenzollern-Hechingenu (1728–1801), dcera polního maršála Heřmana Bedřicha z Hohenzollernu (1665–1733). Marie Josefa byla palácovou dámou, dámou Řádu hvězdového kříže a hofmistryní Marie Terezie. Spolu se svými sestrami patřila k významným osobnostem společenského života u vídeňského dvora, zvláště po ovdovění císaře Josefa II.
Rodový majetek v Čechách zdědil František Václav po otci v roce 1751 a hned přistoupil k přestavbě zámku v Teplicích, kde bylo mimo jiné vybudováno divadlo. Nechal upravit také palác v Praze (dnes známý pod názvem Aueršperský). Protože od roku 1758 jako císařský nejvyšší lovčí pobýval převážně ve Vídni, v roce 1760 koupil palác Mollard-Clary v ulici Herrengasse 9. Z manželství s Marií Josefou měl pět dětí. Dědicem majetku byl jediný syn Jan Nepomuk (1753–1826), který převzal správu statků již v roce 1787. Dcera Marie Sidonie (1749–1824) byla manželkou významného státníka Jana Rudolfa Chotka (1748–1824), nejmladší dcera Marie Terezie (1756–1790) se provdala za nejvyššího dvorského maršálka Jana Josefa Wilczka (1738–1819), další dcery se provdaly do rodin Hoyosů a Ledebourů. Přes svou manželku byl František Václav Clary-Aldringen blízce spřízněn s významnými pozemkovými vlastníky v Čechách, jeho švagry byli kníže František Oldřich Kinský a hrabě Jan Josef z Thun-Hohensteinu.